# Ann-Mari Andersen
Ann-Mari Andersen, född 1 december 1969 i Kautokeino i Finnmark, är en norsk samisk sångare och musiker. Hon har flera albumsläpp bakom sig och sjunger i en rad genrer. 2008 deltog hon i Melodi Grand Prix 2008 med låten Ándagassii - den första samiskspråkiga låten i tävlingen på 28 år, efter ámiid ædnan 1980.

## Biografi

### Bakgrund
Ann-Mari Andersen är född och uppvuxen i Kautokeino i Finnmark. Hon var nio år när hon började spela gitarr, och så småningom började hon också lära sig piano, men gitarren förblev huvudinstrumentet. Senare har uppträtt lika ofta ensam med sin gitarr som med ett helt band.

### Musiker
Ann-Mari Andersen har varit spelat i många musikstilar och genrer – allt från psalmer till techno-pop. I tonåren var hon engagerad i barn- och ungdomskörer, gospelkörer och rockband. Andersen spelar en blandning av modern pop kombinerat med etno- och världsmusik och hon sjunger på både samiska och engelska. 1993 deltog hon i Sámi Grand Prix i Kautokeino med låten Ráhkisvuohta seamma lea och vann tävlingen. Segern motiverade henne att fortsätta att arbeta med musik. År 2000 var Andersen engagerad en period vid den samiska nationalteatern, Beaivváš Sámi Teáhter. Teatern satte upp en musikalisk kabaré med den kände regissören Nils Gaup som guide. Kabarén följdes av uppträdanden och turnéer i Norge och Finland. Andersen blev känd för en större publik 2008, när hon deltog i Melodi Grand Prix med låten Ándagassii (svensk översättning: Förlåtelse). Hon vann delfinfinalen i Stavanger och nådde finalen i Oslo Spektrum. Låten var den första samiska låten i tävlingen på 28 år.
Andersen har släppt tre album: Ija hearva (2003), producerat av Svein Schultz och som fick en femma i Dagbladet, Ándagassi (2009), producerat av Stein Austrud och som innehåller titellåten Andagassii och låten Du lahka samt kom på andra plats på Norsktoppen sommaren 2007. 2011 gav hon ut albumet Hosianna!.